# وليام هولمز (دراج)
وليام هولمز (بالإنجليزية: William Holmes) مواليد 14 يناير 1936 في كينغستون أبون هل، إنجلترا، هو دراج بريطاني سابق. سبق أن شارك في دورة الألعاب الأولمبية الصيفية وفاز بميدالية أولمبية.

## الميداليات
| الميدالية | المسابقة                       |
| --------- | ------------------------------ |
| فضية      | الألعاب الأولمبية الصيفية 1956 |

## روابط خارجية
- وليام هولمز على موقع أرشيف الدراجات (الإنجليزية)
- وليام هولمز على موقع إحصائيات الدراجات الإحترافية (الإنجليزية)
- وليام هولمز على موقع اللجنة الأولمبية الدولية (الإنجليزية)
- وليام هولمز على موقع أوليمبيديا (الإنجليزية)
- وليام هولمز على موقع اللجنة الأولمبية البريطانية (الإنجليزية)